# C6H9NO4
化学式C6H9NO4（摩尔质量：159.14 g/mol）可以指：
- L-反式-吡咯烷-2,4-二羧酸，CAS号：64769-66-0
- N,N,O-三乙酰基羟胺，CAS号：17720-63-7

|  | 这个同类索引页列出了具有相同分子式的化学物（即同分異構體）条目。 除非您是有意链接至本页，否则应将相应条目的内部链接指向正确的条目。 |